# High Hopes (Panic! at the Disco-sang)
"High Hopes" er en sang udgivet af det amerikanske rockband Panic! at the Disco. Det er det anden single fra deres album Pray for the Wicked. 